# Hoghia
Hoghia (węg. Hodgya) – wieś w Rumunii, w okręgu Harghita, w gminie Feliceni. W 2011 roku liczyła 303 mieszkańców.